# Сулейменов, Олжас Омарович
Олжа́с Ома́рович Сулейме́нов (каз. Олжас Омарұлы Сүлейменов; род. 18 мая 1936, Алма-Ата, Казахская Советская Социалистическая Республика, СССР) — казахский общественный деятель, поэт, писатель, дипломат и литературовед, Герой Труда Казахстана (2016), Народный писатель Казахской ССР (1990). Кавалер ордена Почётного легиона Французской Республики. Основатель общественного антиядерного движения «Невада — Семипалатинск».
В 1989 году, под давлением Международного Антиядерного Движения «Невада-Семипалатинск», руководство СССР было вынуждено полностью прекратить ядерные испытания на Семипалатинском полигоне. В 1991 году, Назарбаеву оставалось лишь подписать указ о закрытии бездействующего полигона.
Широкую известность получил 12 апреля 1961 года за поэму «Земля, поклонись человеку», посвященную первому полёту человека в Космос. Название поэмы станет эпитафией на месте гибели первого космонавта Юрия Алексеевича Гагарина.
В 1975 году была написана книга «Аз и Я» — фундаментальное лингвистическое исследование, посвящённое тюркской культуре в «Слове о полку Игореве» принесшее автору феноменальный успех и ставшее бестселлером в СССР.

## Биография
Родился в 1936 году в семье Омархана Сулейменулы, офицера казахского кавалерийского полка и Фатимы Беделбай, дочери Насыржана Беделбая, коммерческого управляющего торговых домов купца Габдулвалиева.
Казах из рода Айдабол племени Среднего жуза Аргын. Прямой потомок Жаяу Мусы. Их родословная: Айдабол — Малғозы — Толыбай — Орман — Төбет — Байжан — Жаяу Мұса — Тайжан — Ақтай — Сүлеймен — Омар — Олжас.
Лев Гумилёв, как он сообщил Олжасу, сидел с его отцом в норильском лагере, где того расстреляли.
Окончил школу в 1954 году и поступил на геологоразведочный факультет Казахского госуниверситета, окончил его в 1959 году, инженер-геолог. Последние годы учёбы совмещал с работой в геологоразведочных партиях.
Литературной работой занялся в 1955 году. В 1959 году поступил в Литературный институт им. А. М. Горького в Москве на отделение поэтического перевода, но в 1961 году был вынужден прервать учёбу.
Подборка стихов Сулейменова, опубликованная в «Литературной газете» в июне 1959 года, стала первой публикацией поэта в центральной печати.
В 1962—1971 годах — литературный сотрудник газеты «Казахстанская правда», главный редактор сценарно-редакционной коллегии киностудии «Казахфильм», заведующий отделом журналистики в журнале «Простор».
В 1971—1981 — секретарь правления Союза писателей Казахстана.
С 1972 года — председатель Казахского комитета по связям с писателями стран Азии и Африки, стал одним из инициаторов и организаторов проведения в Алма-Ате 5-й конференции писателей стран Азии и Африки (1975).
С начала 1970-х и до конца 1980-х — заместитель председателя советского комитета по связям со странами Азии и Африки.
В 1975 году издал литературоведческую книгу «Аз и Я. Книга благонамеренного читателя», получившую резко отрицательный резонанс в Москве, книга была запрещена, автор 8 лет не издавался и практически перестал писать стихи.
Депутат, член Президиума Верховного Совета Казахской ССР (1980—1984), депутат Верховного Совета СССР (1984—1989, 1989—1991).
Делегат XXVI съезда КПСС (1981).
1981—1984 — председатель Государственного комитета Казахской ССР по кинематографии. Благодаря Сулейменову летом 1984 года был объявлен общереспубликанский конкурс в мастерскую Сергея Соловьева во ВГИК, выпускники которой впоследствии основали свежее течение в кинематографе — «казахскую новую волну».
1984—1992 — первый секретарь Правления Союза Писателей Казахстана, секретарь правления СП СССР.
Являлся членом редакционного совета журнала «Детектив и политика».
С 1992 года — Почётный председатель Союза писателей Казахстана, творческая работа.
В 1989 году стал инициатором и лидером народного движения «Невада — Семипалатинск», целью которого было закрытие Семипалатинского ядерного полигона и других ядерных полигонов мира.
1991—1995 — лидер партии «Народный конгресс Казахстана», в которую преобразовалось антиядерное движение, депутат Верховного Совета Республики Казахстан (1994—1995).
1995—2001 годы — Чрезвычайный и полномочный посол Республики Казахстан в Италии (Рим) и по совместительству в Греции и на Мальте.
Продолжил литературоведческую деятельность и выпустил в 1998 году в Риме книги «Язык письма» «о происхождении письменности и языка малого человечества» и «Улыбка бога», в 2001 — «Пересекающиеся параллели» (введение в тюркославистику) а в 2002 году — книгу «Тюрки в доистории» (о происхождении древнетюркских языков и письменностей), за которую получил премию Кюльтегина «за выдающиеся достижения в области тюркологии» (2002).
С 2001 года — постоянный представитель Казахстана в ЮНЕСКО (Париж), готовит к изданию большой этимологический словарь «1001 слово».
2022 год — "Народная экологическая партия «Байтак» вышла с инициативой о выдвижении Олжаса Омаровича Сулейменова на присуждение Нобелевской премии Мира.

## Поэтическая деятельность
Писал стихи на русском языке и был поначалу известен только у себя на родине. Широкую известность получил весной 1961 года. Отчисленный за драку из Литературного института, он вернулся в Алма-Ату и подрабатывал в газете «Казахстанская правда». 11 апреля осведомлённый о событиях на Байконуре редактор газеты Фёдор Боярский заказал ему стихи про полёт человека в космос. За ночь он набросал несколько строк, и 12 апреля, когда объявили о полёте Гагарина в космос, стихи уже вышли в газете и листовки с этим текстом разбрасывали с самолётов над Алма-Атой и другими городами Казахстана. Впечатленный эпохальным событием, Сулейменов за неделю превратил эти стихи в поэму «Земля, поклонись человеку!», и уже в мае она вышла в свет.
Сулейменов впоследствии говорил: «Мою поэму передавали по центральному телевидению и радио, печатали в газетах, почти каждую неделю я выступал в каком-то городе: на заводах, фабриках, в студенческих аудиториях. Вот такой был мой успех!» Поэма вскоре получила Премию ЦК комсомола Казахстана.
25-летнего Сулейменова стали включать в состав советских делегаций по Европе и Штатам, он читал свою поэму в парижской Сорбонне и Колумбийском университете (Нью-Йорк). Конфликт с ректоратом сразу был улажен, «директор Литинститута Серёгин в те дни прислал мне телеграмму с предложением продолжить у него обучение». Впоследствии именно строка Сулейменова «Земля, поклонись человеку» была начертана на пьедестале обелиска работы Рукавишникова, установленного на месте гибели Юрия Гагарина под Киржачом Владимирской области.
На волне этого успеха вышел первый сборник стихов Сулейменова «Аргамаки» (1961). Острые строки стихов «Аргамак», «Я видел», «Волчата» и др. подвинули казахского культуролога Мурата Ауэзова заявить, что они стали «протестом против насилия в условиях тоталитарного режима».
На IV Всесоюзном совещании молодых писателей, отмечая новый сборник стихов Олжаса Сулейменова «Солнечные ночи» (1962), Николай Тихонов сказал: «Не только я, но и все участники обсуждения были радостно поражены темпераментом, силой образности, широтой чувств, большим захватом темы… Из пламени такого поэтического костра рождается характер нового человека, нашего современника, дышащего всей мощью нашего индустриального, богатого чудесами атомного века».
Очередной сборник стихов «Доброе время восхода» (1964) удостоился премии ЦК ВЛКСМ. Причину его всесоюзного успеха критик Лев Аннинский сформулировал так: «Поэт оказался на скрещении культур, на скрещении традиций: он счастливо совместил в себе сразу многое: молодой задор и книжную образованность… и ассоциативную экспрессию распространённого сегодня поэтического стиля… и филологическую любовь к мировым построениям, в которых Пушкин встречается у Сулейменова с Чоканом Валихановым, Конфуцием и Тагором… и местную обжигательную степную специфику…».
Стихи и поэмы Сулейменова переведены на английский, французский, немецкий, испанский, чешский, польский, словацкий, болгарский, венгерский, монгольский и турецкий языки. Наибольшую известность казахский поэт получил во Франции, где помимо целого ряда стихотворений, опубликованных в разное время на страницах литературной периодики, было издано несколько поэтических сборников казахского поэта. Широко известна в литературных кругах Франции дискуссия в связи с выходом в Париже «Года обезьяны» (1967) и «Глиняной книги» (1969). «В „Годе обезьяны“ Олжаса Сулейменова, — писала Лили Дени в газете „Летер франсез“ за 19 июня 1968 года, — я прочла то, что является одновременно прошлым и будущим. Слова о корнях…».
Профессор Сорбонны, поэт и переводчик русской поэзии Леон Робель, представляя свой перевод поэмы «Глиняная книга» написал: «Олжасу Сулейменову давно уже близка идея братства культур и духовное взаимообогащение народов. Он хочет читать историю, как большую книгу переселений и изменений знаков. Расшифровка письменности, языков и легенд, по его мнению, поможет нам по-другому взглянуть на Историю Человечества, всё же единую, в которую разделение и произвольная изоляция внесли замешательство. Это страстное чувство проходит через всю книгу, и, несмотря на шутливую, едкую полемическую форму, это произведение от корки эпическое: давно уже наш раздробленный мир не слышал такого сильного голоса — мы признаем Олжаса Сулейменова наследником или преемником Гильгамеша, Гюго, Хлебникова, одним из тех, величие которых естественно».
В 1969 году Сулейменов стал членом КПСС. Ему заказали поэму к 100-летию Ленина, но вместо неё он принёс в издательство свою «Глиняную книгу», которую восторженно встретила советская интеллигенция. Эта поэма считается лучшим произведением Сулейменова. Но государственную премию имени Абая он получил за пафосную поэму «Синие острова» (1973).

## «Аз и Я» и другие работы о «Слове о полку Игореве»
Сулейменов известен также как автор ряда работ, посвящённых Слову о полку Игореве. Он заинтересовался этой темой ещё в 1960, будучи студентом Литературного института, публиковал работы о «Слове» с 1962. Тема его дипломной работы по исторической грамматике — «Категория одушевлённости и неодушевлённости в „Повести временных лет“», а тема его кандидатской диссертации в аспирантуре на кафедре русской филологии КазГУ (1963—1966) — «Тюркизмы в „Слове о полку Игореве“».
Основная идея Сулейменова — выявление в «Слове» обширных пластов тюркской (половецкой) лексики и целых тюркских фраз, в дальнейшем якобы скалькированных на русский или искажённых при переписывании в XVI в. По Сулейменову, изначально «Слово о полку Игореве» представляло собой фактически двуязычный текст, где автор свободно переходил с одного языка на другой. Эта идея получила наиболее законченное выражение в получившей большую известность книге «Аз и Я. Книга благонамеренного читателя» (1975), где предлагается также собственная концепция исторического контекста «Слова», ряда событий и т. п. С точки зрения Сулейменова, предшествующие исследования «Слова о полку Игореве» носили предвзятый характер, определялись патриотической позицией авторов и содержали мало ценного. В действительности же автор памятника, согласно «Аз и Я», не настроен антиполовецки; для него события похода Игоря будто бы представляли эпизод усобицы «между своими», а Игорь — отрицательный персонаж «с дьявольскими чертами».
О своей концепции Сулейменов говорил: «Я впервые заявил, что „Слово о полку Игореве“ было написано для двуязычного читателя двуязычным автором. Допустим, русским, который владел и тюркскими языками. Значит, на Руси тогда существовал билингвизм. Я попытался это доказать, опираясь на данные многих древнерусских источников. В советской исторической науке считалось, что в русский язык за время половецкого и татаро-монгольского нашествия попало всего несколько тюркских слов, таких как аркан или кумыс. Я же говорил о НЕВИДИМЫХ тюркизмах, которые всегда считались русскими. Вот это и потрясло академиков. Я, как ни странно, оказался первым двуязычным читателем „Слова о полку Игореве“»…
Книга вызвала негативную оценку у советских идеологов, убеждённых в том, что «Слово…» представляет собой гордость именно русской литературы. А попытки автора по-новому взглянуть на идейное содержание «Слова…» вызвали обвинения в национализме и пантюркизме . Была организована кампания по критике книги, которой руководил Михаил Суслов, фактически определяющий генеральную линию КПСС.  
В 1976 году ЦК КП Казахстана приняло особое постановление по осуждению «Аз и я», и было приказано изъять книгу из продаж и библиотек. Запрет вызвал большой интерес к книге .
Но, как писал позднее редактор «Аз и я» А. Арцишевский, «книга катком прошлась по судьбам» людей, причастных к её изданию: от редактора отдела (уволенного из издательства) до председателя Госкомитета по печати (пониженного в должности). Те, кто был членом КПСС (включая автора), получили строгий выговор  .
За Олжаса Сулейменова вступился Д. Кунаев, обратившийся к генеральному секретарю ЦК КПСС Л. Брежневу c просьбой разобраться с книгой . И, поскольку Брежнев не нашёл в «Аз и я» поводов для осуждения, Кунаев попросил разрешения ввести Сулейменова в состав ЦК КП Казахстана. Как отмечает Российская газета : 

Судьба Олжаса Омаровича затем сложилась вполне благополучно: глава республиканского Комитета по кинематографии и Союза писателей Казахстана, народный депутат СССР, лидер Антиядерного движения, посол в Италии и Франции. 
Перипетии вокруг книги «Аз и Я» описал редактор издательства «Жалын» Г. Толмачев в «Повести об Олжасе» (2003), а режиссёр Аскар Бапишев снял документально-игровой фильм о судьбе книги — «Документ нечастного значения» (2005). В 2005 году, к 30-летию её выхода в свет, книга впервые вышла в России в издательстве «Грифон» при Российском фонде культуры, где председателем был Никита Михалков.
С другой стороны, построения Сулейменова вызвали и конкретную научную критику, без политических обвинений (слависты Д. С. Лихачёв, Л. А. Дмитриев и О. В. Творогов и др.), где указывалось на любительский уровень этимологий и трактовок Сулейменова. Книга обсуждалась в Отделении литературы и языка АН СССР и была оценена отрицательно. По словам Лихачёва, Сулейменов изначально исходит из фантастической концепции истории текста (а не делает её результатом исследования), даёт без ссылок безапелляционные неверные утверждения, связанные с историей, языком, палеографией, перепиской рукописей; предлагает тюркские прочтения для слов, хорошо известных в древнерусском языке, игнорирует существующую литературу о «Слове».
Наличие в «Слове о полку Игореве» целого ряда редких тюркских лексических элементов было известно и до Сулейменова. Так, Х.Х. Махмудов, пригласивший Олжаса Сулейменова к себе в аспирантуру в КазГУ, еще в 1943 году защитил кандидатскую диссертацию «Лексика древнерусских памятников XI–XIV веков», в которой отдельная глава была посвящена тюркизмам в «Слове о полку Игореве» . В своей диссертации он одним из первых заметил, что древнерусские памятники XI–XIV веков содержат большое число тюркизмов  и пришел к выводу, что : 
Наличие столь значительного количества тюркизмов в языке «Слова» (XII в.) – основного произведения русского литературного языка старейшей поры, говорит о широких связях и взаимоотношениях с древнейших времён между тюркскими народами и восточными славянами
.  
Позднее эта работа была опубликована под названием «Тюркизмы в языке русских памятников XI–XIV веков» . 
Работа же Сулейменова не встретила поддержки со стороны профессиональных тюркологов, в том числе занимавшихся тюркизмами «Слова» (например, Н. А. Баскакова). По оценке Дмитриева и Творогова, «он создаёт новые слова, не считаясь с тем, известны ли они древнерусскому языку, создаёт новую грамматику, противоречащую грамматике древнерусского языка, новую палеографию, не подтверждаемую ни единым примером из рукописей — и всё это для того, чтобы иметь возможность предложить новые прочтения в тексте „Слова“».
В переизданиях книги уже в постсоветское время Сулейменов внёс незначительные поправки, но в общем остался при своём мнении. В частности, он оставил не находящие поддержки у профессиональных историков и филологов утверждения, согласно которым Игорь Святославич был сыном половчанки, по летописи Киев был основан хазарами, при переписке рукописей копировались кляксы, имена собственные сокращались произвольно и т. п.
Во второй части книги «Аз и Я» под названием «Шумер-наме» Сулейменов привёл 60 тюркизмов, представленных, с его точки зрения, в шумерских «глиняных книгах» (клинописных табличках). Позже его коллега и ученик из Азербайджана Айдын Мамедов довел число «тюрко-шумеризмов» до 800.

## Исследования по тюркской лингвистике
В 1995 году Сулейменов перешёл на дипломатическую работу. Свободное от работы время он смог теперь посвятить лингвистическим изысканиям, в частности, книге «Язык письма» о языке так называемого «малого человечества», опубликованной в Риме. В 2006 году она была издана на украинском языке в Киеве.
Другие работы о «тюркославистике», продолжающие положения книги «Аз и Я»:
«Улыбка бога» (К проекту первого тома базового этимологического словаря «1001 слово»), Рим, RIAL, 1998.
«Пересекающиеся параллели» (введение в тюркославистику), Алматы, 2001.
«Тюрки в доистории» (о происхождении древнетюркских языков и письменностей), 2002. За это исследование Сулейменов стал первым лауреатом премии имени Кюльтегина «за выдающиеся достижения в области тюркологии» (2002), а по итогам своих работ удостоился Международной премии «За вклад в тюркский мир» (Турция).
По представлениям Сулейменова, тюрки предшествовали шумерам в Месопотамии и повлияли на их культуру и язык, в частности, снабдив их письменностью. Тюрки имели свою государственность ещё три тысячи лет назад и создали древнейшую алфавитную письменность. Кроме того, тюрки наравне с предками американских индейцев участвовали в заселении Америки. И у Сулейменова нет ни капли сомнений в том, что скифы были тюрками. Эти утверждения не подтверждаются археологическими и древними письменными источниками.

## Общественно-политическая деятельность
Первым пунктом предвыборной программы кандидата в народные депутаты СССР первого секретаря правления Союза писателей Казахстана Олжаса Сулейменова в начале 1989 года было запрещение атомных испытаний в Казахстане.
В 1973 году Сулейменов написал острейшее для тех времён стихотворение о Казахстане «Дикое поле», которое заканчивалось словами: «И да здравствует запрещение испытаний!» Речь шла об испытаниях на Семипалатинском ядерном полигоне. Только за период 1949 по 1963 годы мощность взрывов всех испытанных под Семипалатинском атомных и водородных бомб в 2500 раз превзошла мощность американской атомной бомбы, сброшенной на Хиросиму. Региону был нанесён ужасающий экологический урон.
В феврале 1989 года Сулейменов выступил по телевидению с обращением к народу Казахстана, на следующий день на митинге у здания Союза писателей в Алма-Ате объявил о создании антиядерного движения «Невада — Семипалатинск». За месяц было собрано 4 миллиона подписей в поддержку запрета на ядерные испытания. Позже баллотировался от Семипалатинска . Летом того же года Сулейменов выступал на I съезде народных депутатов СССР, на котором сообщил о целях и требованиях движения. После того, как 19 октября 1989 года были остановлены испытания под Семипалатинском, в мае 1990 года прошёл первый «Антиядерный конгресс» без участия государства. В поддержку Движению 400 тысяч рублей перечислил Фонд мира, руководимый экс-чемпионом мира по шахматам Анатолием Карповым. Сулейменов был председателем федерации шахмат Казахстана (1977—1995). Указом президента Казахстана Назарбаева 29 августа 1991 года был окончательно закрыт полигон и последовал международный мораторий на испытания ядерного оружия. Был подписан большинством стран Договор о нераспространении ядерного оружия. В память о создании народного антиядерного движения Невада — Семипалатинск у входа в здание Союза писателей Казахстана был установлен гранитный куб с памятной надписью.
После такого успеха Движение переросло в политическую партию «Народный конгресс Казахстана» (1991—1995). Все эти годы Сулейменов был его лидером.

## Дипломатическая деятельность
В 1995 году Сулейменов принял предложение президента Назарбаева уйти из политики и перейти на дипломатическую работу. Он стал чрезвычайным и полномочным послом Казахстана в Италии (Рим) и по совместительству в Греции и на Мальте. И уже в мае 1997 года президент Италии Оскар Луиджи Скальфаро прибыл в Казахстан с первым официальным визитом для подписания договора о дружбе и сотрудничестве между двумя странами. Аналогичный документ в Азии Италия имела только с Японией.
С 2002 года Сулейменов — постоянный представитель Казахстана в ЮНЕСКО (Париж).

## C 2010 года
В 2010 году 74-летний Сулейменов выступил с политическими заявлениями.
В начале года он открыто выступил против того, чтобы Казахстан становился мононациональным государством, что вызвало критику со стороны национально ориентированных общественных деятелей.
В конце года Сулейменов вместе с функционерами партии «Нур Отан» стал инициатором проведения референдума о предоставлении 70-летнему президенту Назарбаеву нового 10-летнего срока правления.

## Семья
Родители: Омархан Сулейменулы, Фатима Бадельбаева (Беделбай)
Жена: Маргарита Владимировна, скончалась 27 апреля 2023 года.
Дочери: Динара, Мадина, Лейла.
От дочери Динары 2 внука. Дамеля и Димаш. Единственный внук Искандер Сулейменов был сбит дочерью начальника ДВД Кызылординской области 22 июня 2018 года. Из-за этого события Олжас Сулейменов попал в больницу.
По сценариям Олжаса Сулейменова поставлены фильмы «Земля отцов» (1966), «Синий маршрут» (1968), «Красная полынь» («Махамбет») о казахском поэте XIX века Махамбете Утемисове, "Балкон" (1988) и «Ах, как интересно было в Петербурге» (о хане Жангире).

## Награды, звания

### Государственные награды
- 28 октября 1967 — Медаль «За трудовую доблесть»
- 7 августа 1981 — Орден «Знак Почёта»
- 16 ноября 1984 — Орден Трудового Красного Знамени
- 16 мая 1986 — Орден Октябрьской Революции — в связи с 50-летним юбилеем
- 1990 — Народный писатель Казахской ССР
- 2001 — Орден «Барыс» 1 степени — за большой личный вклад в прекращение и преодоление последствий ядерных испытаний в Казахстане
- 2006 — Орден Отан — в связи с 70-летним юбилеем
- 2014 — Медаль имени Назира Тюрякулова[40]
- 17 мая 2016 — Герой Труда Казахстана — за особый вклад в развитие отечественной литературы, а также активную общественную деятельность, направленную на укрепление мира и гражданского согласия[41]
- 2016 — Юбилейная медаль «25 лет независимости Республики Казахстан»[42]
- 2020 — Юбилейная медаль «25 лет Ассамблеи народа Казахстана»

### Награды других государств
- 7 августа 2004 — Орден «За заслуги» (Ингушетия, Россия) — за заслуги перед народом Республики Ингушетия и многолетний добросовестный труд[43].
- 3 мая 2006 — Орден князя Ярослава Мудрого V степени (Украина) — за значительный личный вклад в развитие культурных взаимосвязей между украинским и казахским народами, многолетнюю плодотворную творческую деятельность на литературном и общественном поприще[44].
- 17 мая 2006 — Орден «Слава» (Азербайджан) — за заслуги в укреплении взаимных связей между Азербайджанской Республикой и Республикой Казахстан[45][46].
- 26 марта 2007 — Орден Дружбы (Россия) — за большой вклад в укрепление и развитие российско-казахстанских культурных связей[47].
- 2007 — Кавалер Ордена искусств и литературы (Франция).
- 16 мая 2011 — Орден «Дружба» (Азербайджан) — за заслуги в пропаганде азербайджанской культуры в международном масштабе[48][46][49].
- 16 мая 2016 — Почётный диплом Президента Азербайджанской Республики (Азербайджан) — за существенный вклад в освещение достижений Азербайджана в своей литературно-общественной деятельности[50].
- 28 ноября 2017 — Орден Восходящего солнца четвёртой степени с золотыми лучами и розеткой (Япония) — за вклад в развитие дружественных отношений между Японией и Казахстаном в сфере нераспространения ядерного оружия.[51][52]
- 18 мая 2021 — Орден «Честь» (Азербайджан) — за вклад в развитие культурных связей между Азербайджанской Республикой и Республикой Казахстан[53] (вручено 12 августа 2021[54])
- июнь 2022 — Офицер ордена Почётного легиона (Франция)[55].

### Конфессиональные награды
- 2023 — Орден «Мир и согласие» (Православная Церковь Казахстана)[56]

### Награды неправительственных организаций и творческих союзов
- 2017 —  Золото Евразийского литературного фестиваля фестивалей «ЛиФФт» (Евразия)[57].

### Премии
- 1961, 1963 — Лауреат премий ЦК комсомола Казахстана;
- 1967 — Лауреат премии Всесоюзного Ленинского комсомола за книгу стихов «Доброе время восхода»;
- 1973 — Лауреат Госпремии Казахской ССР им. Абая за поэму «Синие острова»;
- 1991 — Премия имени В.-Г. И. Джабагиева (Ингушетия)[58]
- 2000 — Лауреат независимой премии бизнесменов Казахстана «Платиновый Тарлан»;
- 2002 — Международная премия имени Кюльтегина «за выдающиеся достижения в области тюркологии»;
- 2003 — Международная премия Турции «За вклад в тюркский мир»;
- 2013 — Лауреат Государственная премия мира и прогресса Первого Президента Республики Казахстан — Лидера нации[59];
- 2018 — Премии Межпарламентской Ассамблеи государств — участников СНГ имени Чингиза Айтматова (29 ноября 2018 года, Межпарламентская ассамблея СНГ)[60][61].
- 2020 — Лауреат Межгосударственной премии СНГ «Звёзды Содружества»[62].

### Почётные научные звания
- 2004 — Почетный доктор Карачаево-Черкесского Государственного Университета им. У.Дж. Алиева.
- 2005 — Почётный доктор Института истории им. Марджани (АН Республики Татарстан).
- 2006 — Почётный доктор Бакинского государственного университета[63].
- 2009 — Почётный профессор Семипалатинского госуниверситета имени Шакарима.

### Почётный гражданин
- 2009 — Почётный гражданин Семея (2009).
- 2014 — Почётный гражданин Баянаульского района.
- 2015 — Почётный гражданин Павлодарской области.
- 2019 — Почётный гражданин города Алматы (15 сентября 2019 года)[64]
- В сентябре 2019 года в честь поэта открыли аллею в «Атакенте» в Алма-Ате .

### Книги
- «Земля, поклонись человеку!» — Алма-Ата, 1961 (премия ЦК комсомола Казахстана).
- «Аргамаки». Алма-Ата: Казгослитиздат, 1961.
- «Солнечные ночи». Алма-Ата: Казгослитиздат, 1962.
- Ночь-парижанка: Стихи и поэмы. — Алма-Ата: Казгослитиздат, 1963. — 104 с.; 7500 экз. (премия ЦК комсомола Казахстана).
- «Доброе время восхода». Алма-Ата: Жазушы, 1964. — 300 с. (премия ЦК ВЛКСМ,1967).
- «Год обезьяны» (книга стихов). Алма-Ата: Жазушы, 1967. — 108 с.
- «Земля, поклонись человеку!» Алма-Ата: Жазушы, 1967. — 48 с. — 10 000 экз.
- «Избранная лирика». М.: Молодая гвардия, 1968., 32 с. (Библиотечка избранной лирики). — 130 000 экз.
- «Глиняная книга» (поэма). Алма-Ата: Жазушы, 1969. — 252 с.
- «Над белыми реками» (стихи и проза). Ташкент, 1970.
- «Повторяя в полдень» (стихи разных лет). Алма-Ата: Жазушы, 1973. — 288 с.; Фото на супер облож.; 40 000 экз.
- «Каждый день — утро». М.: Правда, 1973.
- Круглая звезда: Стихи. — Предислов. Леонида Мартынова; Худож. К. Дрон. — М.: Художественная литература, 1975. — 144 с.; 10 000 экз.
- «АЗ и Я. Книга благонамеренного читателя» . Алма-Ата, 1975.
- «Определение берега» (Стихи и поэмы), Предисл. Л. Мартынова. — Алма-Ата: Жазушы, 1976. — 456 стр. (100 000 экз.); 2-е изд. — 1979.
- «Трансформация огня» (сборник: «Глиняная книга», «Голубиная книга», стихи). Алма-Ата: Жалын, 1983. — 240 стр. — 19 000 экз.; 2-е изд. — 1985. — 100 000 экз.
- «Избранное» (Вступ. статья Е. Сидорова). М.: Худож. лит., 1986. — 432 с., 25 000 экз.
- «Преодоление» (сборник стихов и поэм). Алма-Ата: Жазушы, 1987. — 416 стр. — 30 000 экз.
- «От января до апреля» (поэма и стихи разных лет). Алма-Ата: Жазушы, 1989. — 272 стр. — 70 000 экз.
- «Свиток». М.: Молодая гвардия, 1989.
- «АЗ и Я». Алма-Ата: Жалын, 1989.
- «АЗ и Я». Алма-Ата, 1991.
- «Код Слова. Введение в Универсальный этимологический словарь „1001 слово“». Алматы: ОФ «Литературный Альянс», 2013. — 88 стр.
- «Земля, поклонись человеку!» Поэма. Стихи. — Алматы: Издательский дом «Библиотека Олжаса». 2014. — 168с. ISBN 978-601-7315-59-7 (Классики современной литературы)
- «Азиатские костры»: избранные стихотворения. (Вступ. слово А. Вознесенского). — М.: ЛИФФТ, 2018. — 160 с. 500 экз. (Золотой ЛиФФт. Писатели Евразии) ISBN 978-5-604-01616-9

### Известные переводы на языки СНГ
- «Дух степей» (стихи и поэмы, пер. Дж. Новруз), Баку, 1984.
- «Каждый день — утро» (стихи и поэмы, пер. К. Мырзалиев), Алма-Ата, 1986.
- «Айналайын» (стихи и поэмы, пер. с рус.), Ташкент, 1987.
- «Безымянная высота» (стихи, пер. М.Тимофеев), Якутск, 1989.
- «Az i Ia», Almaty, Kazakhstan Publishing House, 1989.
- «AZ i IA: Izgi nietti oqyrmannyng kitaby», Alma-Ata, 1992.
- Сулейменов О. С. Мова письма: погляд в доісторію — про походження писемности і мови малого людства / О. Сулейменов. — К. : Юніверс, 2006. — 480 с.
- Сулейменов О. С. Тюрки в доісторії: про походження давньотюркського письма / Олжас Омарович Сулейменов; [пер. з рос. І. Римарука та Л. Андрієвської]. — К. : Дніпро, 2008. — 384 с.
- Сулейменов О. Аз і Я. Книга добромисного читача. — К. : Видавництво Жупанського, 2009. — 339 с.

### Работы по истории и этимологии
- В 1962 году были опубликованы первые статьи по теме — «Кочевники и Русь».
- [www.pseudology.org/tatary/Sulejmenov_1.htm «Темные места „Слова о полку Игореве]“».
- «Аз и Я» (Алма-Ата, Жазушы, 1975).
- Язык письма Архивная копия от 1 июня 2013 на Wayback Machine(Рим, San Paolo, 1998) / в Татарской электронной библиотеке.
- Улыбка бога (Рим, San Paolo, 1998/ в Татарской электронной библиотеке.
- «Пересекающиеся параллели» (введение в тюркославистику), Алматы, 2001.
- «Тюрки в доистории» (о происхождении древнетюркских языков и письменностей). Алматы, Атамұра, 2002.- 320 с.

### Собрания сочинений
- Собрание сочинений в 7 томах (8 книг). — Алматы: изд. «Атамура», Семипалатинск, 2004.
  - Том 1.: Стихотворения. —  Вступительная статья С. Абдулло; От автора О. Сулейменов. — 2004.; 480 с.; портр.; 2000 экз.; ISBN 9965-05-995-0
  - Том 2.: Поэмы. — Послеслов. Л. Аннинский. — 2004.; 344 с.; портр.; 2000 экз.; ISBN 9965-05-996-9
  - Том 3.: Аз и Я. — Вступительная статья М. Ауэзов; От автора; Послеслов. Г. Толмачёв. — 2004.; 386 с.; портр.; 2000 экз.; ISBN 9965-05-997-7
  - Том 4/1.: Язык письма. — 2004.; 256 с. ???
  - Том 4/2.: Язык письма. — Сост. и вступит. ст. С. Абдулло.; Послеслов. Т. Зульфикаров. — 2004.; 320 с.; портр.; 2000 экз.; ISBN 9965-05-999-3
  - Том 5.: Тюрки в доистории: О происхождении древнетюркского письма. — Сост. и вступит. ст. С. Абдулло. — 2004.; 440 с.; портр.; 2000 экз.; ISBN 9965-05-991-8
  - Том 6.: Публицистика. — Сост. и вступит. ст. С. Абдулло. — 2004.; 472 с.; портр.; 2000 экз.; ISBN 9965-05-992-6
  - Том 7.: Публицистика. — Сост. и вступит. ст. С. Абдулло. — 2004.; 432 с.; портр.; 2000 экз.; ISBN 9965-05-993-4

### Книги издательского дома «Библиотека Олжаса»
- «И в каждом слове улыбался бог» (Избранные стихи Сулейменова), Алматы, 2011.
- «Глиняная книга» (редакция автора 2008 г), Алматы, 2011.
- «АЗиЯ», Алматы, 2011.
- «Атамзамангы туркілер» (Происх. древнетюркских языков, письменностей), Алматы, 2011.
- «Но людям я не лгал» (сборник цитат Сулейменова), Алматы, 2011.
- «Литература это жизнь» (Сулейменов о литературе и литераторах), Алматы, 2011.
- «Беседы с Олжасом» (2004—2011, сост. Сафар Абдулло), Алматы, 2011.
- «Феномен Олжаса» (статьи, стихи, эссе о Сулейменове, сост. Сафар Абдулло), Алматы, 2011.
- Толмачев Г. «Повесть об Олжасе» (изд. второе), Алматы, 2011.